# Orosius canberrensis
Orosius canberrensis är en insektsart som beskrevs av Evans 1938. Orosius canberrensis ingår i släktet Orosius och familjen dvärgstritar. Inga underarter finns listade i Catalogue of Life.